# Magda Femme
Magda Femme, pseudonimo di Magdalena Pokora (Łask, 22 maggio 1971), è una cantante polacca.

## Biografia
Magda Femme è salita alla ribalta quando nel 1995 è diventata la cantante del gruppo Ich Troje, con cui ha pubblicato tre album di successo: Intro (1996), ITI Cd. (1997) e 3 (1999). Ha cantato nel gruppo fino al 2001.
Ha pubblicato il suo primo album come solista, Empiryzm, nel 2000, seguito l'anno successivo da 5000 myśli, che si è rivelato il maggior successo commerciale della sua carriera: ha infatti conquistato la 5ª posizione della classifica polacca.
Nel 2003 ha partecipato a Krajowe Eliminacje, il processo di selezione del rappresentante polacco per l'Eurovision Song Contest, cantando I Believe in You con gli Spotlight. L'anno successivo è uscito il suo terzo album Extremalnie, che ha raggiunto il 29º posto nella classifica nazionale.
Magda Femme ha ritentato la selezione eurivisiva polacca nel 2006 riunendosi agli Ich Troje e cantando Follow My Heart. Il gruppo ha vinto il programma e ha rappresentato la Polonia all'Eurovision Song Contest 2006 ad Atene, ma si è piazzato 11º nell'unica semifinale dell'evento, non riuscendo a qualificarsi per la finale per soli sei punti. Nello stesso hanno ha seguito gli Ich Troje nella loro tournée in celebrazione dei dieci anni dalla fondazione del gruppo.
Nel 2015 ha conquistato il suo primo disco di platino dalla Związek Producentów Audio-Video con il brano Jestem na tak in collaborazione con il rapper Nowator, che ha venduto oltre 20 000 copie a livello nazionale.

## Discografia

### Album in studio
- 2000 – Empiryzm
- 2001 – 5000 myśli
- 2004 – Extremalnie
- 2009 – Magiczne nutki
- 2014 – Retro Love

### Singoli
- 2000 – Verticalo
- 2001 – Amor
- 2001 – Kłamstwo
- 2001 – Rozmowa z aniołem
- 2002 – Jestem inna
- 2002 – Wszystko ma kres
- 2003 – I Believe in You (con gli Spotlight)
- 2003 – Czy taką lubisz mnie?
- 2004 – Daleko stąd
- 2004 – Kompromitacja
- 2004 – Maska
- 2005 – Miłość jest tu
- 2009 – Jestem
- 2010 – Jak diament (con Iwona Węgrowska)
- 2011 – W taką noc
- 2013 – Para, no para (con i Syn Prezydenta)
- 2013 – Serce i rozum (con i Syn Prezydenta)
- 2014 – Mam to gdzieś
- 2014 – Toast
- 2015 – Wracaj tu
- 2015 – Jestem na tak (con Nowator)
- 2016 – Zrób mi dobrze/Nie rozmieniaj się
- 2016 – Z Tobą do gwiazd
- 2017 – Biały miś
- 2018 – Bo to moja wina (con Marcin Czerwiński)
- 2019 – Słabo kłamiesz
- 2020 – Eyo